# Steven Adams
Steven Funaki Adams (Rotorua, 20 luglio 1993) è un cestista neozelandese, professionista nella NBA con gli Houston Rockets.
Dopo aver giocato una stagione con i Wellington Saints nel 2011, Adams si è trasferito negli Stati Uniti nel 2012 per giocare a basket con i Pittsburgh Panthers. Nel giugno 2013, è stato selezionato dagli Oklahoma City Thunder con la 12ª scelta assoluta al Draft NBA.
Nel mercato dei free agent al termine della stagione 2020, si trasferisce via trade ai New Orleans Pelicans.

## Carriera

### Primi anni
Fratello di Valerie Adams, olimpionica nel getto del peso, e cugino di primo grado dell'ex cestista italiano Riccardo Morandotti, ha vinto il campionato neozelandese con i Wellington Saints nel 2011. Si è poi trasferito negli Stati Uniti, giocando prima a livello di high school alla Notre Dame Prep di Fitchburg (Massachusetts) e successivamente disputando la stagione di college 2012-2013 alla University of Pittsburgh.

### NBA

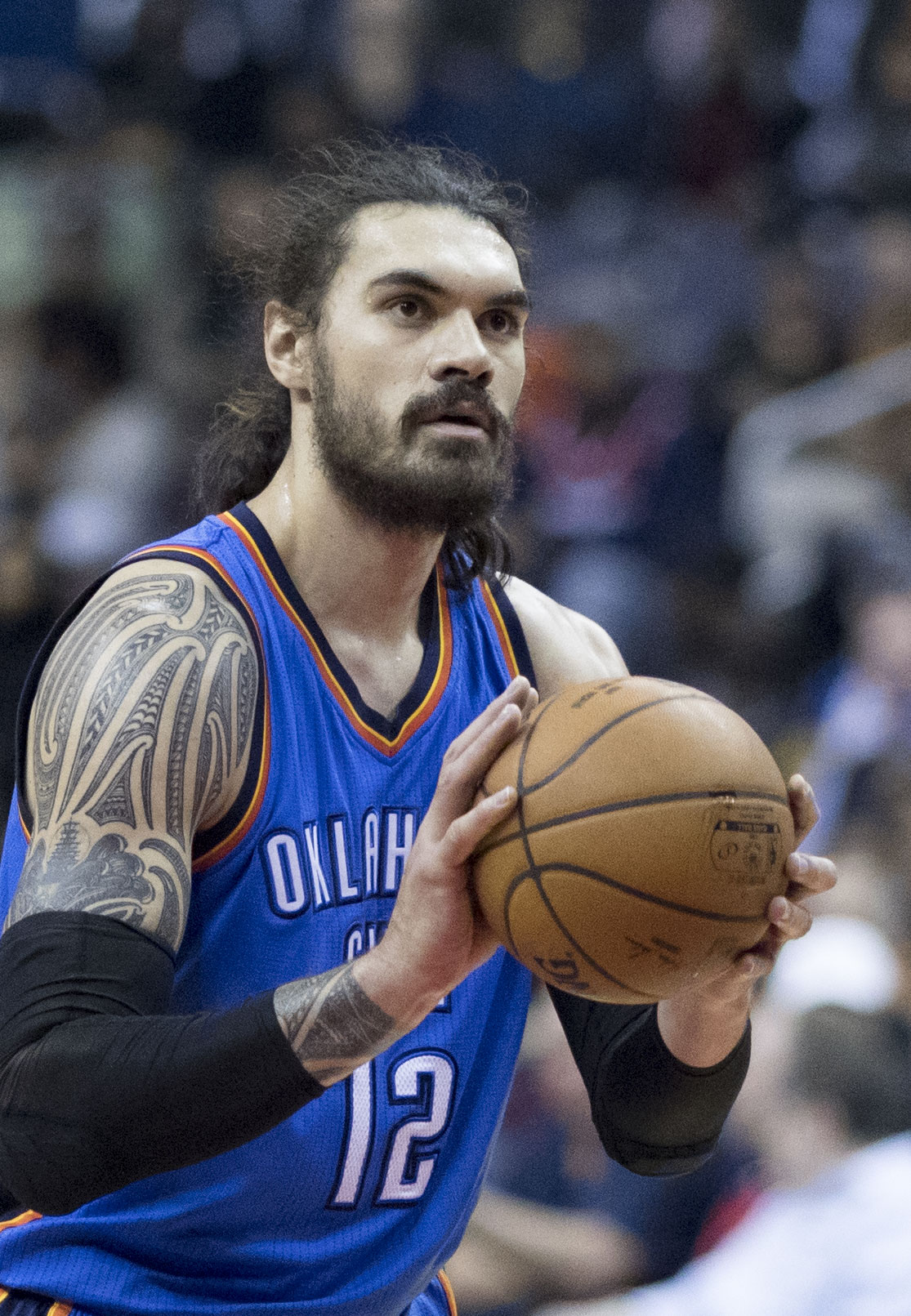
Adams agli Oklahoma City Thunder nel 2018

Adams è stato selezionato al primo giro del Draft NBA 2013 dagli Oklahoma City Thunder, diventando il primo neozelandese ad essere scelto al primo giro in un draft NBA

#### Oklahoma City Thunder
Il 12 luglio 2013 Adams firma il contratto da rookie con i Thunder. La prima doppia-doppia e career-high di 17 punti e 10 rimbalzi avviene l'8 novembre 2013 nella vittoria per 119-110 contro i Detroit Pistons. Al termine della stagione da rookie, Adams viene inserito nel NBA All-Rookie Second Team.
Il 22 ottobre 2014 i Thunder esercitano l'opzione di allungare il contratto di Adams per la stagione 2015-16. Il 21 gennaio 2015 realizza un career-high di 20 rimbalzi nella vittoria in overtime contro i Washington Wizards per 105-103. Salta 8 gare per un infortunio alla mano, ma ritorna a disposizione l'8 marzo.
Il 23 ottobre 2015 i Thunder esercitano l'opzione di allungare il contratto di Adams per la stagione 2016-17. Nei playoff 2016 Adams si rivela fondamentale nelle semifinali contro i San Antonio Spurs. In gara 5 e 6 Steven Adams e Enes Kanter combinano 42 punti e 42 rimbalzi nelle ultime due gare della serie. Tuttavia l'anno successivo non si confermò nella serie al primo turno contro gli Houston Rockets patendo il centro dei texani Nene che contro di lui segnò il 100% dal campo.

#### New Orleans Pelicans
Dopo sette anni trascorsi nella franchigia dell'Oklahoma, nel novembre 2020, viene scambiato ai New Orleans Pelicans dove immediatamente firma un rinnovo contrattuale per 2 anni a 35 milioni di dollari complessivi.Il 29 gennaio 2021, Adams ha segnato solo 4 punti, ma ha catturato 20 rimbalzi, record stagionale, in una vittoria per 131–126 sui Milwaukee Bucks. Il 4 marzo, ha segnato il record stagionale di 15 punti in una sconfitta per 103-93 contro i Miami Heat.

#### Memphis Grizzlies (2021-2024)
Il 7 agosto 2021, Adams è stato ceduto ai Memphis Grizzlies. Il 23 ottobre, Adams ha segnato 17 punti, record stagionale, ha ottenuto 9 rimbalzi e ha registrato 5 assist nella vittoria per 120-114 sui Los Angeles Clippers. Il 6 dicembre, Adams ha contribuito a portare i Grizzlies alla quinta vittoria consecutiva mentre eguagliava il suo record stagionale con 17 punti segnati, oltre a raccogliere 16 rimbalzi, in una vittoria per 105-90 sui Miami Heat. Il 26 febbraio 2022, Adams ha segnato 12 punti e ha ottenuto 21 rimbalzi, record stagionale, durante una vittoria per 116-110 contro i Chicago Bulls.
Il 2 ottobre 2022, Adams ha firmato un'estensione del contratto di due anni da 25,2 milioni di dollari con i Grizzlies. Il 18 gennaio 2023, ha segnato un canestro vincente per sconfiggere i Cleveland Cavaliers, 115–114. Il 22 gennaio, Adams ha subito un infortunio al ginocchio destro durante una sconfitta per 112-110 contro i Phoenix Suns. Due giorni dopo, i Grizzlies annunciarono che gli era stata diagnosticata una distorsione del legamento crociato posteriore (PCL) e che sarebbe stato messo a riposo per tre-cinque settimane. Il 9 marzo, i Grizzlies hanno annunciato che Adams aveva ricevuto un'iniezione di cellule staminali il giorno prima e che sarebbe stato rivalutato entro quattro settimane, ponendo fine alla sua stagione ed i playoff. Nei playoff stessi i Grizzlies, secondi in regular season, sono stati eliminati dai Lakers, settimin regular season, al primo turno, per 2-4.
Adams ha poi saltato l'intera stagione NBA 2023-24 poiché ha subito un intervento chirurgico al crociato posteriore, che non aveva risposto alla riabilitazione non operativa.

#### Houston Rockets (2024–)
Il 1 ° febbraio 2024, Adams è stato ceduto agli Houston Rockets in cambio di Victor Oladipo e tre future scelte al secondo turno.

## Statistiche

### NCAA
| Anno      | Squadra             | PG | PT | MP   | TC%  | 3P% | TL%  | RP  | AP  | PRP | SP  | PP  |
| --------- | ------------------- | -- | -- | ---- | ---- | --- | ---- | --- | --- | --- | --- | --- |
| 2012-2013 | Pittsburgh Panthers | 32 | 32 | 23,4 | 57,1 | -   | 44,3 | 6,3 | 0,6 | 0,7 | 2,0 | 7,2 |
| Carriera  | Carriera            | 32 | 32 | 23,4 | 57,1 | -   | 44,3 | 6,3 | 0,6 | 0,7 | 2,0 | 7,2 |

#### Massimi in carriera
- Massimo di punti: 16 vs Bethune-Cookman (15 dicembre 2012)[13]
- Massimo di rimbalzi: 15 vs Seton Hall (4 febbraio 2013)
- Massimo di assist: 3 vs Mount St. Mary's (9 novembre 2012)
- Massimo di palle rubate: 2 (6 volte)
- Massimo di stoppate: 5 vs South Florida (27 febbraio 2013)
- Massimo di minuti giocati: 31 (2 volte)

### NBA

#### Regular Season
| Anno      | Squadra           | PG  | PT  | MP   | TC%  | 3P%  | TL%  | RP   | AP  | PRP | SP  | PP   |
| --------- | ----------------- | --- | --- | ---- | ---- | ---- | ---- | ---- | --- | --- | --- | ---- |
| 2013-2014 | Oklahoma Thunder  | 81  | 20  | 14,8 | 50,3 | -    | 58,1 | 4,1  | 0,5 | 0,5 | 0,7 | 3,3  |
| 2014-2015 | Oklahoma Thunder  | 70  | 67  | 25,3 | 54,4 | 0,0  | 50,2 | 7,5  | 0,9 | 0,5 | 1,2 | 7,7  |
| 2015-2016 | Oklahoma Thunder  | 80  | 80  | 25,2 | 61,3 | -    | 58,2 | 6,7  | 0,8 | 0,5 | 1,1 | 8,0  |
| 2016-2017 | Oklahoma Thunder  | 80  | 80  | 29,9 | 57,1 | 0,0  | 61,1 | 7,7  | 1,1 | 1,1 | 1,0 | 11,3 |
| 2017-2018 | Oklahoma Thunder  | 76  | 76  | 32,7 | 62,9 | 0,0  | 55,9 | 9,0  | 1,2 | 1,2 | 1,0 | 13,9 |
| 2018-2019 | Oklahoma Thunder  | 80  | 80  | 33,4 | 59,5 | 0,0  | 50,0 | 9,5  | 1,6 | 1,5 | 1,0 | 13,9 |
| 2019-2020 | Oklahoma Thunder  | 63  | 63  | 26,7 | 59,2 | 33,3 | 58,2 | 9,3  | 2,3 | 0,8 | 1,1 | 10,9 |
| 2020-2021 | N.O. Pelicans     | 58  | 58  | 27,7 | 61,4 | 0,0  | 44,4 | 8,9  | 1,9 | 0,9 | 0,7 | 7,6  |
| 2021-2022 | Memphis Grizzlies | 76  | 75  | 26,3 | 54,7 | 0,0  | 54,3 | 10,0 | 3,4 | 0,9 | 0,8 | 6,9  |
| 2022-2023 | Memphis Grizzlies | 42  | 42  | 27,0 | 59,7 | 0,0  | 36,4 | 11,5 | 2,3 | 0,9 | 1,1 | 8,6  |
| 2024-2025 | Houston Rockets   | 58  | 3   | 13,7 | 54,5 | 0,0  | 46,2 | 5,6  | 1,1 | 0,4 | 0,5 | 3,9  |
| Carriera  | Carriera          | 764 | 644 | 25,8 | 58,6 | 5,9  | 53,3 | 8,0  | 1,5 | 0,8 | 0,9 | 8,8  |

#### Play-off
| Anno     | Squadra           | PG | PT | MP   | TC%  | 3P% | TL%  | RP   | AP  | PRP | SP  | PP   |
| -------- | ----------------- | -- | -- | ---- | ---- | --- | ---- | ---- | --- | --- | --- | ---- |
| 2014     | Oklahoma Thunder  | 18 | 0  | 18,4 | 68,9 | -   | 34,8 | 4,1  | 0,2 | 0,1 | 1,3 | 3,9  |
| 2016     | Oklahoma Thunder  | 18 | 18 | 30,7 | 61,3 | 0,0 | 63,0 | 9,5  | 0,7 | 0,5 | 0,8 | 10,1 |
| 2017     | Oklahoma Thunder  | 5  | 5  | 31,4 | 64,3 | -   | 36,4 | 6,8  | 1,4 | 1,2 | 1,8 | 8,0  |
| 2018     | Oklahoma Thunder  | 6  | 6  | 33,4 | 58,7 | -   | 69,2 | 7,5  | 1,5 | 0,7 | 0,7 | 10,5 |
| 2019     | Oklahoma Thunder  | 5  | 5  | 31,8 | 66,7 | 0,0 | 37,5 | 7,2  | 1,4 | 1,0 | 1,0 | 11,5 |
| 2020     | Oklahoma Thunder  | 7  | 7  | 30,0 | 59,6 | 0,0 | 45,0 | 11,6 | 1,3 | 0,6 | 0,3 | 10,1 |
| 2022     | Memphis Grizzlies | 7  | 5  | 16,3 | 42,9 | -   | 54,5 | 6,4  | 2,1 | 0,1 | 0,1 | 3,4  |
| 2025     | Houston Rockets   | 7  | 0  | 22,1 | 60,0 | -   | 53,3 | 6,6  | 0,6 | 0,4 | 1,1 | 5,7  |
| Carriera | Carriera          | 73 | 46 | 25,7 | 61,4 | 0,0 | 53,4 | 7,3  | 0,9 | 0,5 | 0,9 | 7,5  |

#### Massimi in carriera
- Massimo di punti: 27 vs Minnesota Timberwolves (1º dicembre 2017)[14]
- Massimo di rimbalzi: 23 (2 volte)
- Massimo di assist: 10 vs Oklahoma City Thunder (6 gennaio 2021)
- Massimo di palle rubate: 6 vs Denver Nuggets (24 marzo 2014)
- Massimo di stoppate: 6 vs Houston Rockets (16 novembre 2014)
- Massimo di minuti giocati: 51 vs Philadelphia 76ers (15 dicembre 2017)

## Palmarès

### NBA
- NBA All-Rookie Second Team (2014)
- 1 volta maggior numero di rimbalzi offensivi in stagione NBA